# Receptor del factor de crecimiento transformante beta
En biología celular y molecular, un receptor para el factor de crecimiento transformante β es un receptor celular asociado a una vía de señalización intracelular caracterizado por pertenecer a la familia de los receptores con actividad enzimática intrínseca o asociada y por poseer como ligandos a superfamilia del factor de crecimiento transformante, activina e inhibinas (en mamíferos). Las características moleculares de dicho receptor comprenden la posesión de una naturaleza proteica intrínseca con actividad Ser/Thr kinasa en el dominio citosólico. De este modo, su activación mediante un estímulo externo provoca una cascada de reacciones enzimáticas interna que facilita la adaptación de la célula a su entorno, por mediación de segundos mensajeros; dicha cascada corresponde, en este caso, a una activación directa de los factores de transcripción Smad del citosol.